# 최근
최근은 얼마 되지 않은 지나간 날부터 현재 또는 바로 직전까지의 기간을 말하고 있다.

## 예문
- 예루살렘 옛 시가지 성벽 중 가장 "최근에(1887년)" 만들어진 문이다.[2]
- 최근 7~8년 동안은 일상의 모습을 보여주는 극이 주류가 됐다.[3]
- 최근 10년 동안 가장 늦은 눈이 내린 날로 남아 있다.[4]
- 최근 6개월 동안 자동차에서 스마트폰으로 인터넷에 접속한 경험이 있다는 사용자가 25%에 달하는 것으로 나타났다.[5]